# Heinrich Eduard Jacob

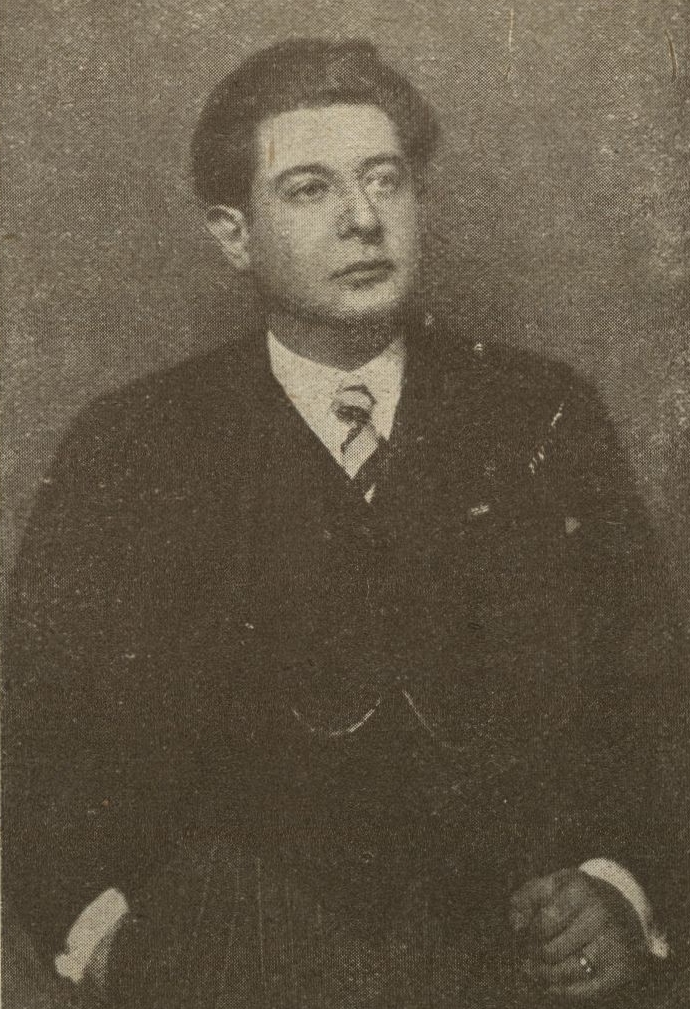
Heinrich Eduard Jacob,
Aufnahme um 1928

Heinrich Eduard Jacob (* 7. Oktober 1889 als Henry Edward Jacob in Berlin-Friedrichstadt; † 25. Oktober 1967 in Salzburg) war ein deutscher und amerikanischer Journalist und Schriftsteller. Er schrieb auch unter den Pseudonymen Henry E. Jacob und Eric Jens Petersen.

## Familie
Heinrich Eduard Jacob war der Sohn des Bankdirektors und Chefredakteurs der „Deutschen Konsularzeitung“ Richard Jacob (Breslau 1847 – Berlin 1899) und dessen Ehefrau Martha Jacob, geb. Behrendt (Deutsch-Eglau 1865 – KZ Theresienstadt 1943), Tochter eines Rittergutsbesitzers. Nach der Scheidung der Eltern 1895 heiratete die Mutter im selben Jahr den Wiener Bankier Edmund Lampl; die Übersiedlung nach Wien erfolgte 1898.

## Leben

### Jugend, Ausbildung, erste Tätigkeit
Mit seinem älteren Bruder Robert Jacob (Berlin 1883 – Berlin 1924) und seiner Halbschwester Alice Lampl (Berlin 1898 – Wien 1938) wuchs Jacob in einer Bildungsbürgerfamilie der alten deutsch-jüdischen Geisteswelt auf. Nach dem Besuch von Gymnasien in Berlin und Wien legte Jacob 1909 sein Abitur am „Askanischen Gymnasium“ in Berlin – wo er durch seinen Lehrer Otto Gruppe (1851–1921) altphilologisch geprägt wurde – ab und begann an der Königlichen Friedrich-Wilhelms-Universität zu Berlin Germanistik, Literatur-, Geschichte und Musikwissenschaft zu studieren.
Bereits während des Studiums stand er in Verbindung mit dem Berliner Kreis der Frühexpressionisten; mit Georg Heym, dessen erste Gedichtveröffentlichungen er im Berlin-Charlottenburger Wochenblatt „Herold“ vornahm, verband ihn eine Freundschaft. Ab April 1912 war er Theaterkritiker der „Deutschen Montagszeitung“.
Im Jahre 1912 erschien eine erste Novellensammlung „Das Leichenbegängnis der Gemma Ebria“, 1915 das Tagebuch „Reise durch den belgischen Krieg“ und im letzten Kriegsjahr der erste Roman unter dem Titel „Der Zwanzigjährige“.

### Weimarer Republik
In der Zeit der Weimarer Republik arbeitete Jacob vor allem als Journalist und Feuilletonist. Im September/Oktober 1926 nahm er als Delegierter und Sonderkorrespondent des „Berliner Tageblatts“ am internationalen Filmkongress in Paris teil, der auf Veranlassung des Völkerbundes einberufen worden war und sich mit dem neuen Medium Film als Propagandainstrument befasste. Als Beispiel eines verhinderten „Hetzfilms“ variierte Jacob einen 1924 produzierten und am 2. Juli 1926 in den Kinos angelaufenen Film über einen korsischen Räuberhauptmann, „Romanetti. Le Roi du maquis“ (Regie: Gennaro Dini). In seinem Roman „Blut und Zelluloid“ (1929) verarbeitete Jacob den Pariser Filmkongress sowie den Film über den Räuberhauptmann.
Von 1927 bis 1933 war Jacob Leiter des „Mitteleuropäischen Büros“ des „Berliner Tageblatts“ in Wien. Er war dort Mitglied der Freimaurerloge Humanitas. Daneben veröffentlichte er eine Reihe von Romanen, Erzählbänden und Theaterstücken. In fast allen seinen Werken kann man Jacob als einen Autor kennenlernen, „der die Krisenerscheinungen der modernen Welt präzise diagnostiziert; dies ist auch in den Texten der Fall, deren Stoffe nicht aus der Zeitgeschichte stammen, sondern historischen Texten oder Themen entlehnt sind.“ (Isolde Mozer, 2005.)
Neben Schauspielen, „Dialogen“ und weiteren Novellen, deren Erstveröffentlichung zum Teil im „Berliner Tageblatt“ erfolgte, erschienen in diesen Jahren, neben „Blut und Zelluloid“, die Romane „Jacqueline und die Japaner“ (1928), „Die Magd von Aachen“ (1931), „Liebe in Üsküb“ (1932) und „Ein Staatsmann strauchelt“ (1932).

### Drittes Reich, KZ, Emigration
Nach der „Machtergreifung“ der Nationalsozialisten in Deutschland verlor Jacob im März 1933 seine Stellung beim „Berliner Tageblatt“. Er lebte nunmehr als freier Schriftsteller in Wien und konzentrierte seine literarische und literaturwissenschaftliche Wahrnehmung neben Biographien vor allem auf das Sachbuch.
Anlässlich des XI. Internationalen PEN-Kongresses in Ragusa (Dubrovnik) stritt er in vorderster Reihe gegen die nationalsozialistisch eingestellten Schriftsteller und trug damit zur Spaltung des österreichischen PEN bei. Während seiner anschließenden Bemühung – gemeinsam mit Raoul Auernheimer, Paul Frischauer u. a. –, die „Völkischen“ zum Austritt aus dem PEN zu bewegen, kam es zur Kontroverse mit Stefan Zweig, der sich sehr zögerlich zeigte. Seine erzählerischen Werke standen während der Zeit des Nationalsozialismus auf der Liste unerwünschter Bücher.
Dagegen konnte das erste Sachbuch „Sage und Siegeszug des Kaffees“ 1934 im Berliner Rowohlt-Verlag erscheinen (1952 legte Jacob eine überarbeitete Neuauflage vor; 2006 erschien eine von Jens Soentgen besorgte und thematisch ergänzte Neuausgabe). Weitere belletristische Werke erschienen nur noch in schweizerischen bzw. niederländischen Verlagen (u. a. im Exilverlag Querido in Amsterdam).

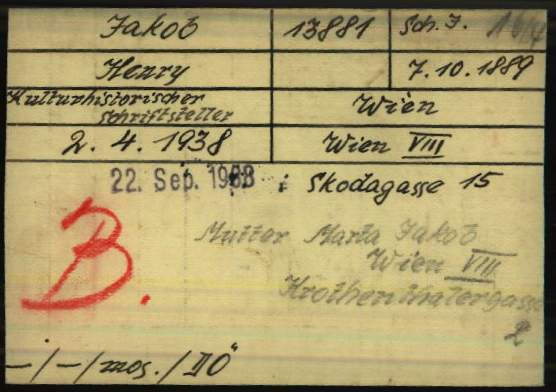
Registrierungskarte von Heinrich Eduard Jacob als Gefangener im KZ Dachau

Nach dem „Anschluss Österreichs“ wurde Jacob am 22. März 1938 verhaftet und seine umfangreiche Bibliothek und Privatkorrespondenz, aber auch sein sonstiges Hab und Gut, beschlagnahmt. Der Autor wurde in „Schutzhaft“ genommen. Man brachte ihn zunächst mit dem 1. Wiener Transport von „Schutzhäftlingen“, dem sogenannten „Prominententransport“, in das KZ Dachau. Am 23. September 1938 wurde er in das KZ Buchenwald überstellt. Durch die ständigen Bemühungen seiner späteren Frau Dora Angel-Soyka (Wien 1889 – Berlin 1984), Schwester des österreichischen Dichters Ernst Angel (1894–1986) und in erster Ehe mit dem Wiener Schriftsteller Otto Soyka (1881–1955) verheiratet, sowie mit Hilfe eines amerikanischen Onkels, Michael J. Barnes, einem Bruder von Jacobs Mutter, gelang es, seine Ausreise zu ermöglichen. Am 10. Januar 1939 wurde er aus Buchenwald entlassen, heiratete am 18. Februar 1939 in Wien Dora Angel und gelangte mit ihr über Großbritannien in die Vereinigten Staaten. Dort ließ er sich in New York nieder.
Trotz all seiner furchtbaren Erfahrungen und Erlebnisse blieb Jacob auch später stets um Versöhnung und Ausgleich mit den in Hitler-Deutschland verbliebenen Kolleginnen und Kollegen – und mit den Deutschen insgesamt – bemüht.
Das literarische Werk dieser Jahre umfasst unter anderem den Novellenband „Treibhaus Südamerika“ (1934) und den Roman „Der Grinzinger Taugenichts“ (1935). 1937 erschien in Amsterdam eine Johann Strauss-Biographie („Johann Strauss und das neunzehnte Jahrhundert“), die eine ganze Reihe von Musikerbiographien einleitete, für die Jacob, neben einzelnen Sachbüchern, bis heute bekannt ist. Von der Strauss-Biographie erschienen später Übersetzungen in den USA, Ungarn, Schweden, Argentinien, Brasilien, Frankreich und den Niederlanden.
Weitere Musikerbiographien waren Joseph Haydn („Joseph Haydn. His Art, Times, and Glory“, 1950; Deutsch: 1952), Mozart („Mozart oder Geist, Musik und Schicksal“, 1955) und Felix Mendelssohn („Felix Mendelssohn und seine Zeit“, 1959) gewidmet, die alle ebenfalls mehrfach (und auch als Taschenbuch) erschienen.

### USA, Remigration, Tod
In den Vereinigten Staaten schrieb Jacob für deutschsprachige Exilzeitschriften wie zum Beispiel für die jüdische Wochenzeitung „Aufbau“, aber auch für die „New York Times“. Am 28. Februar 1945 nahm er die amerikanische Staatsbürgerschaft an.
Seinen größten literarischen Erfolg stellte die 1944 in New York erschienene Kulturgeschichte des Brotes unter dem Titel "Six thousand Years of Bread. Its Holy and Unholy History". Dieses Buch gilt bis heute als Standardwerk. Es wurde in seiner Originalversion mehrfach nachgedruckt, zuletzt 2007. 1954 brachte der Rowohlt-Verlag in Berlin, bei dem schon in den Weimarer Jahren die meisten größeren Werke Jacobs erschienen waren, eine deutsche Fassung heraus: "Sechstausend Jahre Brot". Auch hiervon kamen mehrere Neuauflagen heraus, zuletzt 1985.
Im Sommer 1953 kehrte Jacob wieder nach Europa zurück und hielt sich zeitweise auch in Deutschland auf. Insgesamt war sein Leben seit 1938 jedoch von großer Rastlosigkeit geprägt, er lebte mit seiner Frau von Hotel zu Pension. Seine angegriffene Gesundheit, vor allem bedingt durch die Internierung in den Konzentrationslagern, verhinderte ab 1959 die Entstehung weiterer literarischer Werke.
Die Ruhestätte von Heinrich Eduard Jacob und seiner Frau Dora befindet sich auf dem Jüdischen Friedhof Heerstraße in Berlin-Westend, Heerstraße 141 (Scholzplatz).

## Nachwirkung
Während er als Erzähler und Romancier nach 1945 nicht mehr an die Wirkung der Zeit vor 1933 anknüpfen konnte – vielleicht auch nicht mehr wollte (vgl. dazu Jacobs Aufsätze Genau genommen begann alles mit dem Salz. Neue Literatur oder Mode? – Was ist, woher kommt, wozu nützt das Sachbuch?, in: „Die Welt“, Hamburg, 3. Dezember 1960, und Wie ich Sachbuchautor wurde, in: „Die Welt“, Hamburg, 7. Oktober 1964) –, erzielte Jacob mit seinen Sachbüchern großen Erfolg – einem Genre, das er einst mitbegründet hatte.
Es liegen mehrere Manuskripte in druckfertigem Zustand vor, die bisher nicht publiziert worden sind (siehe die Auflistung unten).

## Jacob in der Literaturwissenschaft
Eine eigene Studie hat die Literaturwissenschaftlerin Isolde Mozer Jacob 2005 gewidmet („Zur Poetologie bei Heinrich Eduard Jacob“). Mit seinem erzählerischen und dramatischen Werk habe er „der Moderne ein unerwartetes, nämlich ein mystisches Profil“ verliehen. „Denn die Diagnose einer beschädigten, fragmentierten Welt inspiriert den jüdischen Autor zu welthistorischen Erlösungserzählungen, die einem einzigen Ziel verpflichtet sind: der Restitutio ad integrum“. In seiner Ästhetik nimmt Jacob ihr zufolge den Gedanken der mimetischen Repräsentation der Selbstaufopferung Gottes durch das kabbalistische Arkanum auf. In der okkulten jüdischen Theosophie habe Jacob einen Weg aus der Krise der Moderne gesehen (was ihn nach Mozer in die Nähe von Walter Benjamin bringt).
Für den Literaturwissenschaftler Jens-Erik Hohmann („Unvergänglich Vergängliches. Das literarische Werk Heinrich Eduard Jacobs“, 2006) ist „die Geschichte Heinrich Eduard Jacobs und seines Werks [...] mehr als die Geschichte eines deutschen Künstlers jüdischer Abstammung in der ersten Hälfte des 20. Jahrhunderts“. Sie sei „ein Teil der Geschichte Deutschlands. Und als solches ist sie auch die Chronik des Versuchs, diese Geschichte zu überleben und sich in ihr zu behaupten – als Mensch und als Künstler.“

## Auszeichnungen
- 1935 Honorary Membership der prestigeträchtigen Universität Tokio.
- 1966 Verdienstorden der Bundesrepublik Deutschland (Stufe: Verdienstkreuz 1. Klasse).

## Werke

### Erzählerisches Werk, Romane, Sachbücher
- Das Leichenbegängnis der Gemma Ebria (Novellen), Berlin 1912
- Reise durch den belgischen Krieg (Tagebuch), Berlin 1915
- Das Geschenk der schönen Erde (Idyllen), München 1918; letzte Neuauflage in "Die neue Reihe" (Nachdruck der Ausg. 1–8 der Roland-Bände), hrsg. von Martin Sommerfeld: Nendeln/Liechtenstein 1973
- Der Zwanzigjährige (Roman), München 1918; 2. Aufl. 1918; letzte Neuauflage: Berlin 1983, ISBN 3-87008-106-6
- Beaumarchais und Sonnenfels (Schauspiel), München 1919
- Die Physiker von Syrakus (Dialog), Berlin 1920
- Der Tulpenfrevel (Schauspiel), Berlin 1920
- Das Flötenkonzert der Vernunft (Novellen), Berlin 1923; 2. Aufl. 1924
- Der Untergang von dreizehn Musiklehrern (Erzählung), Stuttgart 1924
- Dämonen und Narren (Novellen), Frankfurt am Main 1927; 2. Aufl. 1929; letzte Neuauflage: Hamburg 1957; als Fortsetzungsabdruck im Jahre 1931 im Berliner Tageblatt erschienen
- Jacqueline und die Japaner (Roman), Berlin 1928; 2. Aufl. 1929; letzte Neuauflage: Reinbek 1989, ISBN 3-499-12460-2
- Blut und Zelluloid (Roman), Berlin 1929; letzte Neuauflage: Bad Homburg 1986, ISBN 3-925844-02-3
- Die Magd von Aachen (Roman), Berlin [u. a.] 1931; letzte Neuauflage: Zürich 1934
- Liebe in Üsküb (Roman), Berlin [u. a.] 1932; als Fortsetzungsabdruck im Jahre 1972 in der National-Zeitung Basel erschienen
- Ein Staatsmann strauchelt (Roman), Berlin [u. a.] 1932; letzte Neuauflage: Reinbek 1990, ISBN 3-499-12578-1
- Sage und Siegeszug des Kaffees. Die Biographie eines weltwirtschaftlichen Stoffes. Rowohlt, Hamburg/Berlin 1934; überarbeitete Neuauflage ebenda 1952; letzte Neuauflage unter dem Titel Kaffee. Die Biographie eines weltwirtschaftlichen Stoffes (mit einer Fortschreibung der Kaffeewelt von den 1950er Jahren bis heute von Jens Soentgen). München: Oekom Verlag, 2006. ISBN 3-86581-023-3
- Treibhaus Südamerika (Novellen), Zürich 1934
- Der Grinzinger Taugenichts (Roman), Amsterdam 1935; letzte Neuauflage: Kufstein 1953
- Johann Strauss und das neunzehnte Jahrhundert (Biographie), Amsterdam 1937; letzte Neuauflage: Rowohlt, Hamburg, 1953 (bis 1960) unter dem Titel Johann Strauss Vater und Sohn – Die Geschichte einer musikalischen Weltherrschaft
- Six thousand Years of Bread. Its Holy and Unholy History (Kultursachbuch), New York 1944; Neuauflage: New York 1997, ISBN 1-55821-575-1; letzte Neuauflage: New York, 2007, ISBN 1-60239-124-6
- The World of Emma Lazarus (Biographie), New York 1949; letzte Neuauflage: Whitefish, MT, 2007, ISBN 1-4325-1416-4
- Joseph Haydn. His Art, Times, and Glory (Biographie), New York 1950
- Estrangeiro (Roman), Frankfurt am Main 1951; letzte Neuauflage: Reinbek 1988, ISBN 3-499-12337-1
- Joseph Haydn (Biographie), Hamburg 1952; letzte Neuauflage: Reinbek 1977, ISBN 3-499-14142-6
- Sechstausend Jahre Brot (Kultursachbuch), Hamburg 1954; letzte Neuauflage: Hopferau 1985, ISBN 3-922434-74-6
- Mozart oder Geist, Musik und Schicksal (Biographie), Frankfurt am Main 1955; letzte Neuauflage unter dem Titel Mozart. Der Genius der Musik; München 2005, ISBN 3-453-60028-2
- Felix Mendelssohn und seine Zeit (Biographie), Frankfurt am Main 1959; letzte Neuauflage: Frankfurt am Main 1981, ISBN 3-596-25023-4, reprint Frankfurt am Main 2016, ISBN 978-3-596-30862-0
- Die Tiroler in Narvik (Erzählung), Berlin-Köpenick 1991 (unter dem Pseudonym Jens Eric Petersen), ISBN 3-910178-05-6. Limitierte Auflage von 999 Stück, den Vorzugsexemplaren ist eine Grafik des Künstlers Christian Ewald beigegeben
- Mit dem Zeppelin nach Pernambuco (Reisebericht), Berlin-Köpenick 1992, ISBN 3-910178-06-5. Limitierte Auflage von 999 Stück, den Vorzugsexemplaren 001-099 ist eine Radierung des Malers und Bühnenbildners Manfred Gruber beigegeben. Das Buch wurde 1991/1992 anlässlich der Vergabe des renommierten Premio Internazionale Felice Feliciano per la Storia, l'Arte e la Qualita del Libro in Verona mit dem 3. Preis (Terza edizione) ausgezeichnet
- Stationen dazwischen (Essay über Alfred Döblin), Berlin-Köpenick 1993, ISBN 3-910178-09-7. Limitierte Auflage von 999 Stück, den Vorzugsexemplaren 001-099 ist eine Falt-Graphik des Künstlers Dieter Goltzsche beigegeben

### Herausgeberschaft
- Der Feuerreiter. Blätter für Dichtung, Kritik, Graphik, Berlin 1/1921–1922 bis 3/1924 (Nachdruck sämtlicher Hefte: Kraus Reprint, Nendeln/Liechtenstein 1970).
- Verse der Lebenden. Deutsche Lyrik seit 1910, Berlin 1924 (2. erw. Aufl. 1927, 3. erw. Aufl. 1932). Der Anthologie wurde eine umfangreiche Einleitung von Jacob vorangestellt, in den ergänzenden Nachworten der 2. und 3. Auflage führte er die Gedankengänge fort und nahm zur Lyrik der zwanziger Jahre Stellung.
- Deutsch-Französische Rundschau (Organ der „Deutsch-Französischen Gesellschaft“, Bd. 1–6 als Mitherausgeber neben Otto Grautoff, Rudolf Meerwarth, Fritz Norden, Edgar Stern-Rubarth, Maurice Le Boucher, Edmond Jaloux und Henri Lichtenberger), Berlin, Januar 1928 bis Juni 1933. Die Schwesterzeitschrift „Revue D'Allemagne“ erschien in Paris.

### Übersetzungen
- Honoré de Balzac: Künstler und Narren, Berlin 1925 (zusammen vier Erzählungen, drei von Jacob übersetzt, eine von Hete Maass). Spätere Ausgaben dieser Erzählungen erschienen unter dem Titel „Das ungekannte Meisterwerk“, Zürich 1977, ISBN 3-257-20477-9; zuletzt Zürich 2009, ISBN 978-3-257-23998-0.

### Mitautor Bücher und Anthologien
- Die griechische Reise; in: Carl Friedrich Wilhelm Behl (Hrsg.): Gerhart Hauptmann zu seinem 50. Geburtstag, Berlin: Rudolf Schmidt Verlag, 1912; S. 15.
- Fremder Schläfer im Kupee; in: Max Brod (Hrsg.): ARKADIA. Ein Jahrbuch für Dichtkunst, Leipzig 1913; S. 205–210.
- Die Geschichte des armen Fedja; in: Hermann Rosenberg (Hrsg.): Der lebende Leichnam (nach Leo N. Tolstoi im Rahmen der "Reinhardt-Klassikerbände" nach einer Aufführung im Deutschen Theater in Berlin von Max Reinhardt), Berlin-Charlottenburg: Felix Lehmann, 1913; S. 1–25.
- Wehrpflicht ist noch nicht Kommunismus; in: Kurt Hiller (Hrsg.): DAS ZIEL. Jahrbücher für geistige Politik, IV. Bd., München 1920; S. 139–141.
- Elegie an Weimar. Wissen Sie noch Rowohlt?; in: Ernst und Hilda [Rowohlt zur Hochzeit], „Das Tagebuch“, Heft 1, 1. Jg., Berlin, 1. April 1921; Privatdruck.
- Hauptmann und die Antike; in: Ludwig Marcuse (Hrsg.): Gerhart Hauptmann und sein Werk, Berlin und Leipzig 1922; S. 47–55.
- Dichtung und schöne Wissenschaft 1920/21; in: Hans Flemming (Schriftleitung): Mosse-Almanach 1922, Berlin 1922; S. 111–124.
- Haarschnitt ist noch nicht Freiheit; in: Friedrich M. Huebner (Hrsg.): Die Frau von morgen wie wir sie wünschen, Leipzig 1929; S. 127–134. Neuausgabe mit einem Vorwort von Silvia Bovenschen: Frankfurt am Main: Insel Verlag, 1990, ISBN 3-458-32894-7.
- Pöffls Freispruch; in: Ernst Glaeser (Hrsg.): FAZIT. Ein Querschnitt durch die deutsche Publizistik, Hamburg 1929; S. 228–232. Neuausgabe mit einem Nachwort von Helmut Möhrchen: Kronberg/Ts.: Scriptor Verlag, 1977, ISBN 3-589-20615-2.
- Der Spaziergang; in: Herbert Günther (Hrsg.): Hier schreibt Berlin, Berlin 1929. Neuausgaben: Berlin: Fannei & Walz, 1989, ISBN 3-927574-01-5; Berlin: Ullstein Verlag, 1998, ISBN 3-548-24513-7.
- Ein Kind spielt in Sarajewo; in: Menschen auf der Straße, Anthologie, Stuttgart: Engelhorns Nachf., 1931.
- Rilke ist tot. Zu des Dichters sechstem Todestag – 29. Dezember 1932; in: Das Inselschiff. Zeitschrift für die Freunde des Insel-Verlags, Weihnachten 1932; S. 1–3.
- Der Frankfurter Bücherbrand; in: Hermann Kesten (Hrsg.): Novellen deutscher Dichter der Gegenwart, Amsterdam 1933; S. 211–229. (vgl. dazu auch 1954.)
- Who Called You Here?; in: Ernest Hemingway (Hrsg.): Men at War. The Best War Stories of All Time, New York: Crown Publishers, 1942; S. 90–100. Vorab erschien die Novelle bereits in „STORY. The Magazine of the Short Story“, Vol. XVIII, No 87, New York, January/February 1941; pp. 9-18. Jacob schrieb diese Novelle unter seinem Pseudonym Eric Jens Petersen; vgl. dazu auch „Werke“ 1991 und „Zeittafel“ 1942.
- Heinrich Heine; in: Emil Ludwig und Henry B. Kranz (Hrsg.): The Torch of Freedom (Twenty Exiles of History), New York 1943; S. 149–166.
- Truth for Truth's Sake; in: Angel Flores (Hrsg.): The Kafka Problem. An anthology of criticism about Franz Kafka, New York 1946; S. 53–59. Neuauflagen: New York 1963 und 1975.
- Ludwig, der Künstler; in: In Memoriam Emil Ludwig (1881-1948), Moscia 1950; S. 75–76.
- Der Frankfurter Bücherbrand. Eine Goethe-Novelle; in: Bücher voll guten Geistes (Almanach anlässlich "30 Jahre Büchergilde Gutenberg"), Frankfurt am Main 1954; S. 199–211. (vgl. dazu auch 1933.)
- Der Dichter (Gedicht); in: Paul Raabe (Hrsg.): Ich schneide die Zeit aus, München 1954; Neuauflage 1964.
- Mozart der Europäer; in: Paul Schaller und Hans Kühner-Wolfskehl (Hrsg.): Mozart-Aspekte, Olten und Freiburg i. Br. 1956; S. 289–303.
- Joseph Haydn; in: Theodor Heuss, Hermann Heimpel und Benno Reifenberg (Hrsg.): Die großen Deutschen, 4 Bände, Berlin 1956/1957; S. 229–239, Bd. II.
- Die auferstandene Matthäuspassion; in: S. Fischer Almanach – Das 72. Jahr, Frankfurt am Main 1958; S. 62–67.
- Aus den Polizeiakten von Petropolis; in: Erich Fitzbauer (Hrsg.): Stefan Zweig – Spiegelungen einer schöpferischen Persönlichkeit (Erste Sonderpublikation Internationale Stefan-Zweig-Gesellschaft), Wien 1959; S. 101–106.
- Berlin, Vorkriegsdichtung und Lebensgefühl; in: Siegfried Buchenau (Hrsg.): Imprimatur – Jahrbuch für Bücherfreunde Gesellschaft der Bibliophilen, Bd. III, Frankfurt am Main 1961/1962; S. 186–189.
- Berlin, Vorkriegsdichtung und Lebensgefühl; in: Paul Raabe (Hrsg.): Expressionismus. Aufzeichnungen und Erinnerungen der Zeitgenossen, Freiburg i.Br. 1965; S. 15–19.
- Zur Geschichte der deutschen Lyrik seit 1910; in: Paul Raabe (Hrsg.): Expressionismus. Der Kampf um eine literarische Bewegung, München 1965; S. 194–211. Neuauflage: Zürich 1987.
- Serge Saxe and English Poetry; in: Universal Pursuit – The Chreative World of Serge Saxe, Austin (Texas/USA): The Texas Quarterly Studies, 1965; S. 100–102.
- Die Mundarten und die Hochsprachen; in: Hans Scholz und Heinz Ohff (Hrsg.): Eine Sprache – Viele Zungen. Autoren der Gegenwart schreiben in deutschen Mundarten, Gütersloh 1966; S. 253–261.
- Das war Georg Brandes; in: Benno Reifenberg und Wolfgang Weyrauch (Hrsg.): Federlese. Ein Almanach des Deutschen PEN-Zentrums, München 1967; S. 108–114.
- Ein deutsches Singspiel; in: Attila Csampai und Dieter Holland (Hrsg.): Wolfgang Amadeus Mozart: Die Entführung aus dem Serail. Texte, Materialien, Kommentare. Reinbek b. Hamburg: rororo Opern-Sachbuch, 1983; S. 162–183. ISBN 3-499-17757-9.
- Die Nacht im Jemen; in: Michael Müller (Hrsg.): Kaffee. Eine kleine kulinarische Anthologie. Stuttgart: Philipp Reclam jun., 1998; S. 14–25. ISBN 3-15-018207-7.
- Verfolgung und Sieg des Kaffees; in: Michael Müller (Hrsg.): Kaffee. Eine kleine kulinarische Anthologie. Stuttgart: Philipp Reclam jun., 1998; S. 28–35. ISBN 3-15-018207-7.
- Joseph Haydn blickt ins Weltall; in: Frederick Baker (Hrsg.): Europa erlesen – London. Klagenfurt: Wieser Verlag, 2001; S. 69–70. ISBN 3-85129-359-2.
- Poetische Luftbilder einer Reise nach Pernambuco (1932); in: Hartmut Löffel (Hrsg.): Oberschwaben als Landschaft des Fliegens. Eine Anthologie. Konstanz & Eggingen: Edition Isele, 2007; S. 283–289. ISBN 978-3-86142-429-1.

## Bisher unveröffentlichte Werke
- Das letzte Abenteuer Alexanders (Novelle, 1906). Es handelt sich um die erste Novelle von Heinrich Eduard Jacob, die er sechzehnjährig auf der Grundlage der Alexandersage (= Alexander der Große) verfasste. Mehr darüber vgl. unter "Literatur" bei Isolde Mozer, 2005.
- Der große Nebel über Belgien (Roman). Das 894-seitige Manuskript schloss Heinrich Eduard Jacob 1941 im US-amerikanischen Exil ab.
- Babylon's Birthday oder ein Fest in New York (Roman, ca. 1953 und Version II ca. 1959). Von diesem im amerikanischen Exil entstandenen New York-Roman, hat Heinrich Eduard Jacob den Schlussteil der deutschen Version nicht vollendet, die englische Version von 1953 liegt in vollständiger Übersetzung (300 Seiten) von Richard Winston vor.
- Fräuleins (Roman, 1945/1946). Vollendet.
- Estrangeiro (Theaterstück, ca. 1945). Vollendet; vgl. dazu bei "Werke" den gleichnamigen Roman.
- Bernadotte. Der Mann, der nicht der Zweite sein konnte (Romanbiographie, ca. 1935–1938). Unvollendet; es geht um Jean Baptiste Bernadotte (1763–1844), der Marschall unter Napoléon Bonaparte (1769–1821) war und später als Karl XIV. Johann König von Schweden und Norwegen wurde.
- Per Kristian sucht sein Regiment (Roman, ca. 1941). Unvollendet.
- Astor (Romanbiographie, ca. 1944). Unvollendet; es handelt sich um Johann Jacob Astor (1763–1848) aus Walldorf, der nach Amerika auswanderte und es dort zu einem sehr großen Vermögen brachte.
- Haustheater bei Doktor Lehner (Roman, ca. 1940). Vollendet; Mitautorin Dora Jacob.
- Deborahs Siegesreigen (Tanzpantomime, ca. 1942). Die vier Szenen umfassende Pantomime hat einen Umfang von 36 Seiten.
- Fashions of Love (Film Treatment, ca. 1950). Mitautor des 50 Seiten umfassenden Typoskripts ist Ernst Angel.

## Nachlass
Jacobs Nachlass befindet sich in der Handschriftenabteilung des Deutschen Literaturarchivs Marbach (DLA), Schillerhöhe 8–10, D-71666 Marbach am Neckar.
Er umfasst umfangreiche Korrespondenzbestände. Zu den Korrespondenzpartnern gehören Günther Anders, Ernst Angel, Raoul Auernheimer, Julius Bab, Richard Beer-Hofmann, C. F. W. Behl, Max Brod, Franz Theodor Csokor, Ernst Feder, Lion Feuchtwanger, Oskar Maurus Fontana, Bruno Frank, René Fülöp Miller, Manfred George, Claire Goll und Ivan Goll, Herbert Günther, Willy Haas, Hans Habe, Philippe Halsman, Ernst Heimeran, Werner Richard Heymann, Karl Jakob Hirsch, Gertrud Isolani, Hermann Kesser, Walther Kiaulehn, Erich Wolfgang Korngold, Arnold Krieger, Heinrich Maria Ledig-Rowohlt, Hendrik Willem van Loon, Ernst Lothar, Emil Ludwig, David Luschnat, Alma Mahler-Werfel, Erika Mann, Heinrich Mann, Klaus Mann, Thomas Mann, Ludwig Marcuse, Heinz Ohff, Paul Raabe, Piero Rismondo, Alexander Roda-Roda, Jules Romains, Ernst Rowohlt, Serge Saxe, Albert Schweitzer, Friedrich Torberg, Kurt Tucholsky, Fritz von Unruh, Johannes Urzidil, Jakob Wassermann, Werner Weber, Armin T. Wegner, Christian Wegner, Franz Werfel, Richard Winston, Friderike Maria Zweig, Stefan Zweig, außerdem viele weitere Personen.
Jacobs Nachlassverwalter war Hans Jörgen Gerlach († 2011) und ist zurzeit Edith Weiß-Gerlach.

## Zeittafel
- 1889 Geburt am 7. Oktober in Berlin (Friedrichstadt), Charlottenstraße 50/51. Der Geburtsname des Kindes lautet Henry Edward Jacob; er nennt sich später Heinrich Eduard Jacob.
- 1895 Scheidung der Eltern und Einschulung in die Vorschule des Königlichen Französischen Gymnasiums in Berlin.
- 1898 Übersiedlung der Mutter mit ihren Kindern nach Wien.
- 1899 Ab dem Schuljahr 1899/1900 Besuch des k. k. akademischen Gymnasiums bzw. des k. k. Maximilians-Gymnasiums in Wien. Am 19. Juni Tod des Vaters.
- 1902–09 Besuch des humanistischen Askanischen Gymnasiums in Berlin. Dort erlangt Jacob am 6. März 1909 das Reifezeugnis.
- 1909–13 Studium der Fächer Literatur, Germanistik, Musik und Geschichte an der Königlichen Friedrich-Wilhelms-Universität (jetzt: Humboldt-Universität zu Berlin).
- 1909 Der von Kurt Hiller ins Leben gerufenen Neue Club bestreitet am 8. November seine erste Veranstaltung, an der auch Jacob teilnimmt.
- 1910 Jacob liest am 6. Juli im Neuen Club seine Prosaskizze Sommernacht und macht den Dichter Ernst Blass auf die Einrichtung aufmerksam. Ebenfalls 1910 tritt er, noch als Student, seine erste Stelle als Feuilleton-Redakteur des Berlin-Charlottenburger Wochenblatts Herold an. Dort lässt er erstmal zwei Gedichte seines Freundes Georg Heym abdrucken.
- 1912 Jacob wird verantwortlicher Redakteur für Theater, Musik und Kunst des radikalen Berliner Wochenblatts Deutsche Montagszeitung. Zahlreiche Beiträge auch für Franz Pfemferts Die Aktion und Herwarth Waldens Der Sturm. Das erste Buch, der Novellenband Das Leichenbegängnis der Gemma Ebria, erschien im Erich Reiß Verlag in Berlin.
- 1914 Der Bruder Robert wird als Soldat im Ersten Weltkrieg am 7. Oktober in der Schlacht an der Marne schwer verwundet. Für Jacob selbst steht es als Humanist und Pazifist nicht zur Debatte, in den Krieg zu ziehen. Er zieht dafür mir Walter Hasenclever durch das besetzte Belgien und hält seine Eindrücke in einem Tagebuch fest. In der Silvesternacht ist Jacob dabei, als sich das „Konzil der geistigen Krieger“ im Weimarer Hotel Elephant, bestehend aus dem Verleger Ernst Rowohlt und seinen Mitstreitern Martin Buber, Albert Ehrenstein, Walter Hasenclever, Rudolf Leonhard, Kurt Pinthus sowie Paul Zech, trifft.
- 1915 Das Diarium erschien unter dem Titel Reise durch den belgischen Krieg in Berlin im Erich Reiß Verlag.
- 1916 Jacob siedelt in die Schweiz über und schreibt von dort aus seine ersten Beiträge für das Berliner Tageblatt. Nach Berlin kehrt er offiziell erst 1921 zurück.
- 1918 Im Münchener Georg Müller Verlag erschien der autobiografische Roman Der Zwanzigjährige, den er bereits zwischen 1912 und 1914 geschrieben und 1915 vollendet hat. Ebenfalls in München, im Roland Verlag Dr. Albrecht Mundt, erscheint sein Idyllenband Das Geschenk der schönen Erde.
- 1919 Das Schauspiel Beaumarchais und Sonnenfels erschien in München im Georg Müller Verlag. Die Uraufführung erfolgte am 6. Dezember am Stadttheater Bochum.
- 1920 Jacob wurde mit seinem Werk Die Physiker von Syrakus Rowohlt-Autor. Im selben Jahr bringt Ernst Rowohlt das Schauspiel Der Tulpenfrevel heraus. Die Uraufführung erfolgte am 31. Mai 1921 am Nationaltheater Mannheim.
- 1921 Jacob wurde Herausgeber der Zeitschrift Der Feuerreiter. Blätter für Dichtung und Kritik und versammelte dort Autoren von Rang wie Felix Braun, Bertolt Brecht, Max Brod, Alfred Döblin, Ivan Goll, Annette Kolb, Robert Musil, Ernst Weiß, Arnold Zweig, Stefan Zweig u. v. a.
- 1923 Wiederum bei Rowohlt erschien der Novellenband Das Flötenkonzert der Vernunft.
- 1924 Der Feuerreiter. Blätter für Dichtung und Kritik wurde eingestellt. Die Erzählung Der Untergang von dreizehn Musiklehrern erschien in Stuttgart (Deutsche Verlags-Anstalt). Jacob gab im Berliner Propyläen Verlag die Anthologie Verse der Lebenden. Deutsche Lyrik seit 1910 heraus. Ausgezeichnet Namen wie Johannes R. Becher, Gottfried Benn, Ernst Blass, Max Brod, Kurt Hiller, Oskar Loerke, Georg Trakl, Franz Werfel, Paul Zech u. a. sind darin versammelt. Tod des Bruders Robert am 14. November in Berlin.
- 1925 Am 9. August erschien im Berliner Tageblatt ein Artikel von Jacob, der in fiktiver Form einen Vorfall schildert, wie Gerichte – bzw. die Justiz – mit Literaten und ihren Texten umgehen. Er enthüllt damit – aus juristischer Sicht – einen unhaltbaren Eingriff in die dichterische Freiheit. Dies ist der Ausgangspunkt für die Gründung der Gruppe 1925 innerhalb des 1921 gegründeten PEN-Club. Jacob selbst gehört der Gruppe nicht an.
- 1926 Jacob nahm als Delegierter und Berichterstatter für das Berliner Tageblatt am Pariser Filmkongress teil, wobei es vornehmlich um eine Stellungnahme gegen Hetzfilme ging. Anregung zu seinem späteren Roman Blut und Zelluloid. Kontroverse zwischen Jacob und Theodor Heuss, damals Reichstagsabgeordneter der Deutschen Demokratischen Partei, der dem von der Regierung in aller Stille vorbereiteten Gesetz zur Bewahrung der Jugend vor Schund- und Schmutzschriften zustimmte.
- 1927 Der Novellenband Dämonen und Narren erschien bei Rütten & Loening in Frankfurt am Main. Theodor Wolff berief Jacob als Leiter des Mitteleuropäischen Büros des Berliner Tageblatts nach Wien. Vorstandsmitglied des Goethebundes zum Schutz freier Kunst und Wissenschaft.
- 1928 Der Roman Jacqueline und die Japaner erscheint bei Rowohlt. Jacob wurde Zweiter Vorsitzender der neu gegründeten Deutsch-Französischen Gesellschaft in Berlin. Weitere Mitglieder sind Konrad Adenauer, Albert Einstein, Otto Dix, Otto Grautoff, Thomas Mann, Arthur Schnitzler u. a. Zugleich wird Jacob Mitherausgeber der Zeitschrift Deutsch-Französische Rundschau.
- 1929 Rowohlt verlegte den Roman Blut und Zelluloid. Jacob las erstmals im Rundfunk aus seinen Werken.
- 1930 Blut und Zelluloid erschien in Übersetzungen in den USA, England, Schweden und den Niederlanden.
- 1931 Im Wiener Paul Zsolnay Verlag erschien der Roman Die Magd von Aachen. Der Komponist Erich Wolfgang Korngold vertonte den Romanstoff zu seiner Oper Die Kathrin. Im Mai unternahm Jacob mit Mitgliedern der auswärtigen Presse eine Rundreise durch Jugoslawien. Anregung zu seinem Roman Liebe in Üsküb und der kleinen Erzählung Ein Kind spielt in Sarajewo.
- 1932 Bis zu Hitlers Machtantritt vertrat Jacob in Wien die Schlesische Funkstunde – Welle Breslau. Bei Zsolnay erscheinen seine Romane Liebe in Üsküb und Ein Staatsmann strauchelt. Am 23. März reiste Jacob als Gast der Zeppelin-Gesellschaft und Reiseberichterstatter des Berliner Tageblatts vom Bodensee aus mit dem Luftschiff LZ 127 Graf Zeppelin nach Pernambuco in Brasilien. Inspiration für sein kulturgeschichtliches Werk Sage und Siegeszug des Kaffees, den Novellenband Treibhaus Südamerika, den Roman Estrangeiro und den Reisebericht Mit dem Zeppelin nach Pernambuco.
- 1933 Unmittelbar nachdem Adolf Hitler im Januar zum Reichskanzler ernannt wird, verliert Jacob seine Stelle beim Berliner Tageblatt. Der Roman Blut und Zelluloid steht auf der ersten „Schwarzen Liste“ und fällt der Bücherverbrennung am 10. Mai zum Opfer. Jacob lebt fortan als Exilant und freier Schriftsteller in Wien. Anlässlich des XI. Internationalen PEN-Kongresses in Ragusa (Dubrovnik) gehört er zu den Literaten, die den österreichischen PEN spalten und die völkische Präsidentin Grete von Urbanitzky stürzen. In diesem Zusammenhang kommt es zur brieflichen Kontroverse zwischen Jacob und Stefan Zweig, der sich der Opposition offiziell nicht anschließen möchte.
- 1934 Jacob hält am 23. Januar in Wien die Gedenkrede für den am 1. Januar gestorbenen Jakob Wassermann und hebt dabei die „bewahrenden Kräfte der Juden“ hervor. In Zürich erscheint in der Bibliothek zeitgenössischer Werke der Novellenband Treibhaus Südamerika und Ernst Rowohlt erlaubt es sich noch Sage und Siegeszug des Kaffees zu verlegen, obwohl Jacob auf dem Verbotsindex der Nationalsozialisten steht.
- 1935 In Japan erscheint Jacobs Jacqueline und die Japaner; wegen dieses Romans wird er zum „Honorary Membership“ der Universität Tokio ernannt. Im Amsterdamer Exilverlag Querido erscheint der Roman Der Grinzinger Taugenichts. Im August und September Schwedenreise, um die Recherchen für die unvollendete Biografie Bernadotte. Der Mann, der nicht der Zweite sein konnte, zu vollenden. Am 19. Dezember werden Jacob und seine 71-jährige Mutter im Rahmen eines Betrugsverfahrens gegen die Halbschwester Alice in Wien verhaftet, der Handel mit geraubten und wertlosen amerikanischen Aktien vorgeworfen wird.
- 1936 Nach siebenmonatiger Untersuchungshaft wird Jacob am 18. Juli aus der Untersuchungshaft entlassen, die Mutter sogar erst am 30. Januar 1937.
- 1937 Im Amsterdamer Querido Verlag erscheint die Musikerbiografie Johann Strauss und das neunzehnte Jahrhundert.
- 1938 Der Betrugsprozess vor dem Landgericht Wien beginnt am 7. Januar und endet am 10. Februar mit einem Freispruch für Jacob und einer Verurteilung der Halbschwester zu zwei Jahren schweren Kerkers. Die Mutter erhält eineinhalb Jahre Haft. Trotz des Freispruchs großer Reputationsverlust für Jacob, denn die Medien berichten während des ganzen Prozesses ausführlich und – zumindest teilweise – bissig. Am 22. März, unmittelbar nach dem „Anschluss“ Österreichs, nimmt die Gestapo Jacob fest. Am 1. April ist er beim 1. Wiener Transport von „Schutzhäftlingen“ ins KZ Dachau dabei. Am 23. September wird er mit 1200 weiteren Häftlingen in das KZ Buchenwald überstellt. Zwei Tage zuvor, am 21. September, nimmt sich die Halbschwester Alice in Wien das Leben.
- 1939 Auf Betreiben seiner Verlobten, der Schauspielerin Dora Angel, und eines amerikanischen Onkels (Michael J. Barnes, Bruder von Jacobs Mutter) wird Jacob am 10. Januar aus Buchenwald entlassen. Am 18. Februar heiraten Dora und Heinrich Eduard Jacob in Wien. Am 15. April trifft Jacob über Belgien kommend in London ein. Von dort aus gelangt er mit seiner Frau am 14. Juli in die Vereinigten Staaten von Amerika. Unter dem Aktenzeichen S-PP(II B) Nr. 7941/37, vom 30. Juni 1939, wird Jacob zum 5. Juli 1939 aus dem Deutschen Reich ausgebürgert. Von Oktober bis zum 1. Dezember erhält Jacob ein Stipendium der American Guild for German Cultural Freedom in der Künstlerkolonie Yaddo in Saratoga Springs. Hier beendet er seinen im Mai begonnenen Roman Estrangeiro.
- 1941 Gemeinsam mit seinem Schwager Ernst Angel begründet Jacob am 18. Februar die Vereinigung Friends of the European Writers and Artists in America, um den intellektuellen Refugees zu helfen. Mitstreiter sind Jules Romains, Yvan Goll, W. H. Auden, Ann Dunnagan, Raoul Auernheimer, Berthold Viertel und Carl Zuckmayer.
- 1942 Ernest Hemingway nimmt Jacobs Erzählung Who called you here? in seine Anthologie Men at war – The best war stories of all time. (New York) auf. Jacob schreibt diese Geschichte unter seinem Pseudonym Eric Jens Petersen.
- 1943 Jacob ist mit einem Beitrag über Heinrich Heine in der von Emil Ludwig und Henry B. Kranz herausgegebenen Anthologie The Torch of Freedom (New York) vertreten. Jacob lebt hauptsächlich von Unterstützung und dem Honorar von Beiträgen für den New Yorker Aufbau. Die Mutter Martha stirbt am 5. Februar im Ghetto Theresienstadt. Jacob selbst erfährt es trotz langjähriger Nachforschungen über das Rote Kreuz nie. Am 15. Dezember 1942 wurde die Mutter von Berlin aus mit dem Transport I/80 (Bahnhof Berlin-Grunewald) in Theresienstadt eingeliefert; ihre letzte Ubikation war dort Haus L 421.
- 1944 Jacobs erste Buchveröffentlichung als Emigrant in den USA: Das kulturhistorische Sachbuch Six Thousand Years of Bread. Its Holy and Unholy History erscheint im Verlag Doubleday, Doran, and Company, Garden City, N. Y.
- 1945 Jacob wird am 28. Februar Staatsbürger der Vereinigten Staaten von Amerika. Am 6. Dezember wird er Mitinitiator des Progressive Literary Club in New York, der sich die Pflege deutscher Literatur im Exil zur Aufgabe macht und verstorbener Dichter gedenkt. Mitstreiter sind u. a. Alfred Farau, Robert Gilbert, Mascha Kaléko, Hermann Kesten, Lothar Wallerstein und Friderike Maria Zweig.
- 1946 Heinrich Eduard Jacob hält am 10. April in New York anlässlich der Veranstaltung Das Literarische Forum – einer Gedenkveranstaltung für im Exil verstorbene deutsche Schriftsteller – die ergreifende Einleitungsrede Das unvergängliche Wort auf „Die ermordeten Dichter“ (zum Beispiel Richard Beer-Hofmann, Bruno Frank, Georg Kaiser, René Schickele, Franz Werfel oder Stefan Zweig). Weitere Beteiligte: Ernst Deutsch, Eleonore von Mendelssohn u. a.
- 1949 Im New Yorker Schocken Verlag erscheint Jacobs Biografie über The World of Emma Lazarus, was den amerikanischen Politiker Jacob K. Javits dazu veranlasst, vor dem Repräsentantenhaus der Vereinigten Staaten eine Ansprache über Jacob und seine bedeutende Arbeit zu halten.
- 1950 in New York erscheint bei Rinehart & Company Jacobs Biografie über Joseph Haydn. In der New York Times Book Review vom 31. Dezember erscheint Jacobs Essay Writing in Germany Today, der über die USA hinaus für erhebliches Aufsehen sorgt.
- 1951 In Frankfurt am Main erschien im Heinrich Scheffler Verlag der Roman Estrangeiro, Jacobs erste Buchveröffentlichung nach dem Zweiten Weltkrieg in Deutschland.
- 1952 Heinrich Eduard Jacobs Biografie über Joseph Haydn erscheint mit einem Geleitwort von Thomas Mann in deutscher Sprache in Hamburg beim Christian Wegner Verlag.
- 1953 Rückkehr nach Europa; am 10. Juni trifft Jacob mit seiner Frau Dora im französischen Le Havre ein. Deutschen Boden betreten sie erstmals wieder am 16. Juni. Danach halten sie sich hauptsächlich in Hamburg, München, Zürich und London auf. Disput mit Heinrich Böll in München.
- 1954 Rowohlt verlegt Jacobs Sechstausend Jahre Brot.
- 1955 In Ulm an der Donau gründet Willy Eiselen, angeregt durch Jacobs Brotbuch, das erste und heute weltweit größte Brotmuseum.
- 1956 In Frankfurt am Main erschien beim Heinrich Scheffler Verlag und der Büchergilde Gutenberg Jacobs Biografie über Mozart.
- 1958 Die Tochter aus erster Ehe von Dora Jacob mit dem Wiener Schriftsteller Otto Soyka, Hedy Soyka-Parker (* 21. August 1914 in Wien), nahm sich am 30. März in Barnstable (USA) das Leben. Heinrich Eduard Jacob und seine Frau verkraften diesen Freitod nur schwer.
- 1959 Jacob veröffentlichte sein letztes Werk, die Musikerbiografie Felix Mendelssohn und seine Zeit, in Frankfurt am Main, beim S. Fischer Verlag. Umgehend erfasst die Kritik, dass es sich um eine „Wiedergutmachung an einen Verschütteten“ handelt und zugleich eine Abrechnung mit Mendelssohns Antipoden Richard Wagner ist. Nach 1959 verlassen Jacob die Kräfte. Es folgten lediglich noch vereinzelte Essays über Komponisten oder Schriftstellerkollegen. Den Anforderungen großer Werke war er nicht mehr gewachsen.
- März 1963 Anfang März liest Hannah Arendt in Köln das erste Kapitel aus ihrem Report Eichmann in Jerusalem (Untertitel: The Banality of Evil). Am nächsten Tag findet im Kölner Rundfunk (WDR) ein Streitgespräch zum Thema Nationalstaat und Demokratie statt, an dem auch Jacob teilnimmt. In einem Brief vom 8. März 1963 schreibt Arendt darüber ihrem Mann Heinrich Blücher: "Bei dem öffentlichen Vortrag (den sie später senden – Streitgespräch mit Eugen Kogon, der übrigens sehr gut war, aber ganz unzuverlässig ist) war auch – na rate mal Heinrich Eduard Jacob of all people. Und natürlich gar nicht zu vermeiden, da er direkt hinter mir Platz genommen hatte, wo eigentlich niemand sitzen konnte. Er sprach in der Diskussion als der Vertreter von Buchenwald und Dachau oder so was Ähnliches – sehr peinlich, sehr unausstehlich, da man ja dort in einer Situation ist, in der man sich schlechthin solidarisieren muss. Das habe ich zum Vorwand genommen, der deutschen Regierung meine Meinung zu sagen. Wenn die das wirklich senden, kann ich nur Prost Mahlzeit sagen." Arendts Äußerung trifft weniger Jacob; sie muss vielmehr im Kontext ihres vielfach kritisierten Buches verstanden werden.
- September 1963 Jacob kündigt mit Datum vom 10. September seiner Frau schriftlich seinen Freitod an. Weshalb es nicht dazu kommt, ist unbekannt. Der Brief wird erst 1965 von Dora Jacob gefunden. Sie spricht ihren Mann nie darauf an.
- 1967 Rastlos und unbehaust, mit seiner Frau Dora von Hotel zu Pension ziehend, stirbt Heinrich Eduard Jacob am 25. September an Herzversagen in Salzburg, sein Leichnam wird dort eingeäschert. Beigesetzt wurde die Urne Jacobs erst 1984 auf dem Jüdischen Friedhof Heerstraße in Berlin-Charlottenburg, nachdem dort die Urne seiner am 26. Februar 1984 gestorbenen Witwe, Dora Jacob, im März 1984 beigesetzt wurde.